# Lafarre (Ardèche)
Lafarre ist eine französische Gemeinde mit 45 Einwohnern (Stand 1. Januar 2022) im Département Ardèche in der Region Auvergne-Rhône-Alpes. 

## Geografie
Lafarre liegt in den östlichen Ausläufern des Zentralmassivs, nördlich von Lamastre.

## Weblinks

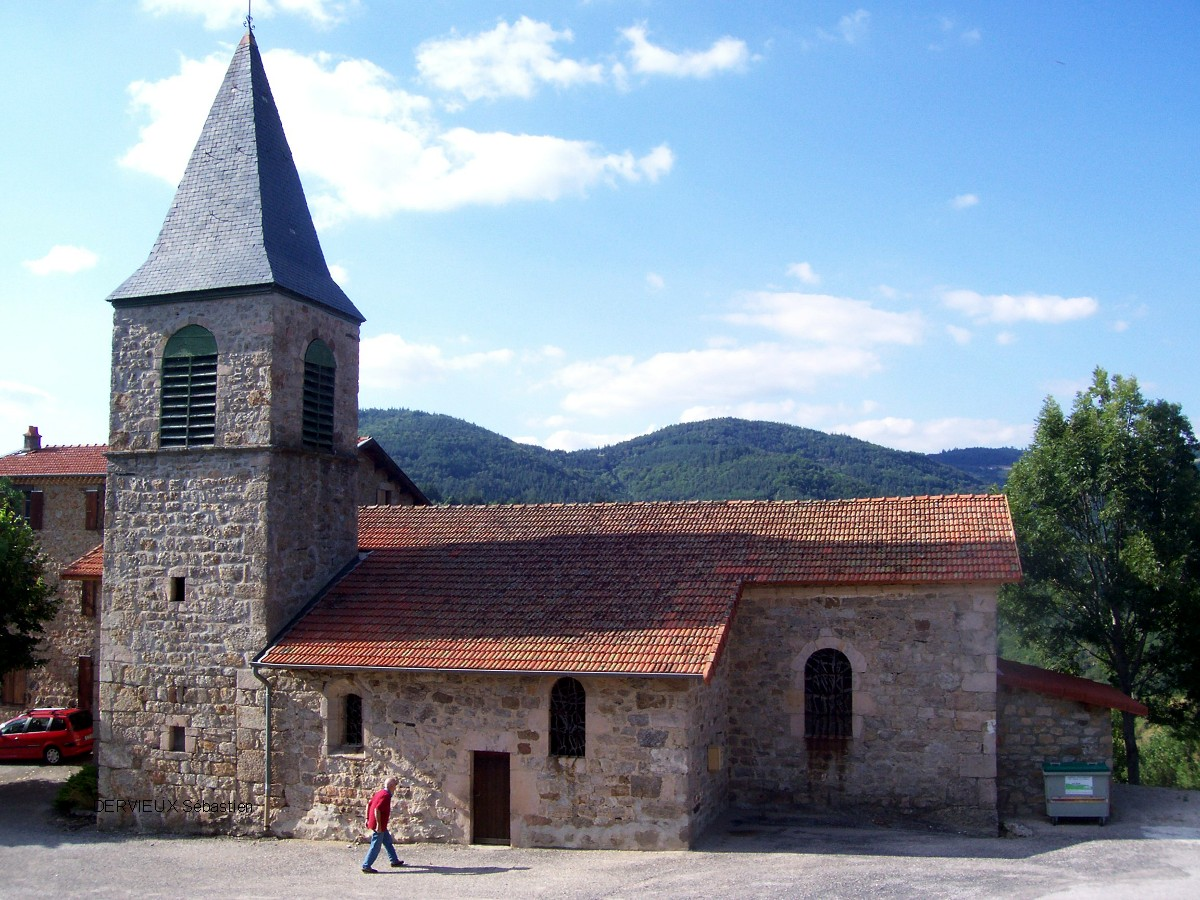
Kirche Saint-Julien

## Bevölkerungsentwicklung
| Jahr                       | 1962 | 1968 | 1975 | 1982 | 1990 | 1999 | 2006 | 2016 |
| Einwohner                  | 184  | 111  | 74   | 70   | 60   | 57   | 43   | 40   |
| Quellen: Cassini und INSEE |      |      |      |      |      |      |      |      |